# Lanleff
Lanleff é uma comuna francesa na região administrativa da Bretanha, no departamento Côtes-d'Armor. Estende-se por uma área de 2,15 km². Em 2010 a comuna tinha 124 habitantes (densidade: 57,7 hab./km²).